# Myrsine coriacea
Myrsine coriacea (Sw.) R.Br. ex Roem. & Schult. – gatunek roślin z rodziny pierwiosnkowatych (Primulaceae). Występuje naturalnie w Ameryce Środkowej i Południowej

## Rozmieszczenie geograficzne
Rośnie naturalnie w Meksyku, Belize, Gwatemali, Salwadorze, Hondurasie, Nikaragui, Kostaryce, Panamie, Jamajce, Kubie, Haiti, Dominikanie, Portoryko, Małych Antylach, Kolumbii, Wenezueli, Gujanie, Ekwadorze, Peru, Boliwii, Brazylii (w stanach Bahia, Pernambuco, Goiás, Mato Grosso do Sul, Mato Grosso, Espírito Santo, Minas Gerais, Rio de Janeiro, São Paulo, Paraná, Rio Grande do Sul i Santa Catarina oraz Dystrykcie Federalnym), Paragwaju, Urugwaju oraz północnej Argentynie. 

## Morfologia
PokrójZimozielone drzewo lub krzew.
LiścieBlaszka liściowa ma eliptyczny, lancetowaty lub podługowato-lancetowaty kształt, zbiegającą po ogonku nasadę i spiczasty lub tępy wierzchołek. Ogonek liściowy jest nagi.
KwiatyRozdzielnopłciowe, zebrane po 3–12 w pęczkach wyrastających z kątów pędów. Mają 4 działki kielicha o owalnym kształcie i dorastające do 1–2 mm długości. Płatki są 4, równowąskie lub lancetowate i mają żółtą barwę oraz 2–4 mm długości.
OwocPestkowce o kulistym kształcie i czarnej barwie.

## Biologia i ekologia
Rośnie w lasach, na wysokości do 3500 m n.p.m.

## Zmienność
W obrębie tego gatunku oprócz podgatunku nominatywnego wyróżniono dwa podgatunki:
- M. coriacea subsp. nigrescens (Lundell) Ricketson & Pipoly
- M. coriacea subsp. reticulata (Steyerm.) Pipoly